# Matthew Bingley
Matthew Bingley, avstralski nogometaš, * 16. avgust 1971, Sydney, Avstralija.
Za avstralsko reprezentanco je odigral 14 uradnih tekem in dosegel pet golov.